# Nicklas Carlsson
Nicklas Lars Carlsson (* 13. November 1979 in Stockholm) ist ein ehemaliger schwedischer Fußballspieler. Der Innenverteidiger bestritt seine Karriere in Schweden und Dänemark. Sein Vater Lars Carlsson spielte ebenfalls in der Allsvenskan.

## Werdegang
Nicklas Carlsson begann mit dem Fußballspielen 1985 beim für seine Jugendarbeit bekannten Stockholmer Klub IF Brommapojkarna, den er jedoch nach einem Umzug nach Delsbo kurze Zeit später verlassen musste. Nachdem er beim örtlichen Delsbo IF mit dem Spielen fortgefahren war, kehrte er später in die Nachwuchsabteilung von IF Brommapojkarna zurück. Hier durchlief er die weiteren Jugendmannschaften und rückte 1998 in den Kader der ersten Mannschaft auf. Mit der Mannschaft verpasste er 1999 aufgrund der Einführung der eingleisigen Superettan den Klassenerhalt auf dem zweithöchsten Spielniveau. Hatte er mit der Mannschaft im folgenden Jahr erst in der Aufstiegsrunde gegen Gefle IF den Wiederaufstieg verpasst, kehrte er 2001 mit ihr in die zweite Liga zurück. Als Stammspieler trug er in 29 Partien in der Zweitliga-Spielzeit 2002 zum Klassenerhalt des Klubs bei. Nach einer weiteren Halbserie in Schweden hatte er das Interesse des dänischen Klubs Aarhus GF geweckt.
Im Sommer 2003 verließ Carlsson sein Heimatland und heuerte in der dänischen Superliga an. An der Seite von Peter Graulund, Morten Petersen, Jeffrey Aubynn und Søren Pedersen war er über weite Strecken der Spielzeit Stammkraft und verhalf dem in den Abstiegskampf geratenen Klub – im Saisonverlauf ersetzte daher Carlssons Landsmann Sören Åkeby den Dänen Poul Hansen als Trainer – zum Klassenerhalt. Unter Åkeby, der die Mannschaft mit den Schweden Martin Ulander und Tobias Grahn verstärkt hatte, war er auch in der ersten Hälfte der Spielzeit 2004/05 weitestgehend Stammspieler.
Dennoch entschied Carlsson sich ein halbes Jahr vor Ablaufen seines Kontraktes zur Rückkehr nach Schweden und schloss sich dem Erstliga-Absteiger AIK an. An der Seite von Mannschaftskapitän Daniel Tjernström, Mats Rubarth, Kristian Haynes und Daniel Örlund stieg er mit der von Rikard Norling trainierten Mannschaft direkt wieder auf, mit sieben Saisontoren war er entscheidend am Erfolg beteiligt. Auch in der ersten Liga war er über weite Strecken Stammspieler und verhalf dem Aufsteiger in der Erstliga-Spielzeit 2006 zur Vizemeisterschaft hinter IF Elfsborg. Nachdem er auch zu Beginn der folgenden Spielzeit Teil der Stammformation war, entschied sich der Klub dennoch im Sommer seinen zum Jahresende auslaufenden Vertrag nicht zu verlängern und setzte auf Nils-Eric Johansson und Daniel Arnefjord als Innenverteidiger-Duo. Bis zum Saisonende kam er daher nur noch sporadisch zum Einsatz.
War lange über seinen neuen Klub spekuliert worden, unterschrieb Carlsson nach Saisonende Ende Oktober einen Drei-Jahres-Kontrakt beim amtierenden Meister IFK Göteborg. Im April 2008 verletzte er sich kurz nach Saisonbeginn an der Schulter und fiel lange aus. Nach seiner Rückkehr war er in der Spielzeit 2009 Ergänzungsspieler und kam zu sechs Spieleinsätzen als Einwechselspieler. Im Juli verletzte er sich erneut. Nach einem Kreuzbandriss fiel er abermals längerfristig aus. Erst in seinem dritten Jahr konnte er dauerhaft mit der Mannschaft trainieren und etablierte sich in der zweiten Hälfte der Spielzeit 2010 als Stammspieler neben Adam Johansson, Stefan Selakovic und Tobias Hysén. Dennoch verabschiedete er sich nach Auslaufen seines Vertrages vom Klub und kehrte im Dezember 2010 zu IF Brommapojkarna zurück. Beim Zweitligisten beendete er nach zwei Spielzeiten in der Superettan Ende 2012 seine aktive Laufbahn.